# Pselaphostena longepalpalpis longepalpalpis
Pselaphostena longepalpalpis longepalpalpis es una subespecie de coleóptero de la familia Mordellidae.

## Distribución geográfica
Habita en el sur de África.